# Duguetia neglecta
Duguetia neglecta là loài thực vật có hoa thuộc họ Na. Loài này được Sandwith mô tả khoa học đầu tiên năm 1930.
Nó thường sống ở vùng nhiệt đới ẩm từ Guyana đến Suriname.